# اپیفنی
اپیفنی (انگلیسی: Epiphany, Inc.) شرکت نرم‌افزار آمریکایی است، که در سال ۱۹۹۷ تأسیس شد.